# Long Qingquan
Long Qingquan (en chino: 龙清泉; Longshan, 3 de diciembre de 1990) es un deportista chino que compite en halterofilia.
Participó en dos Juegos Olímpicos de Verano, en los años 2008 y 2016, obteniendo en cada edición una medalla de oro, ambas en la categoría de 56 kg. Ganó cuatro medallas en el Campeonato Mundial de Halterofilia entre los años 2009 y 2014.

## Palmarés internacional
| Juegos Olímpicos   | Juegos Olímpicos        | Juegos Olímpicos  | Juegos Olímpicos |
| Año                | Lugar                   | Medalla           | Categoría        |
| ------------------ | ----------------------- | ----------------- | ---------------- |
| 2008               | Pekín (China)           | Medalla de oro    | 56 kg            |
| 2016               | Río de Janeiro (Brasil) | Medalla de oro    | 56 kg            |
| Campeonato Mundial |                         |                   |                  |
| Año                | Lugar                   | Medalla           | Categoría        |
| 2009               | Goyang (Corea del Sur)  | Medalla de oro    | 56 kg            |
| 2010               | Antalya (Turquía)       | Medalla de plata  | 56 kg            |
| 2013               | Breslavia (Polonia)     | Medalla de plata  | 56 kg            |
| 2014               | Almaty (Kazajistán)     | Medalla de bronce | 56 kg            |